# Oberdischingen
Oberdischingen è un comune tedesco di 1 971 abitanti, situato nel land del Baden-Württemberg.